# Marvin Weiss
Marvin Weiss (* 7. März 1995 in Stuttgart) ist ein deutscher Fußballspieler.

## Karriere

### Vereine
Marvin Weiss schloss sich im Alter von fünf Jahren dem VfB Stuttgart an und blieb den Schwaben von der F-Jugend bis zur A-Jugend ununterbrochen treu. In der U-17-Bundesliga 2011/12 gewann Weiss mit den Stuttgartern die Vizemeisterschaft. Er wurde zur Saison 2014/15 in den Kader der zweiten Mannschaft des VfB berufen. Am 21. Februar 2015 gab er mit dem VfB Stuttgart II in der 3. Profi-Liga im Spiel gegen die SG Sonnenhof Großaspach sein Profidebüt.
Im Juli 2015 wurde er von der zweiten Mannschaft des SC Freiburg verpflichtet. Nach zwei Jahren schloss sich Weiss zur Spielzeit 2017/18 dem FV Illertissen in der Regionalliga Bayern an. Sein Vertrag lief bis 2019. Danach schloss er sich den Stuttgarter Kickers an, für die er bis Anfang 2021 aktiv war.

### Nationalmannschaft
Im Oktober 2010 absolvierte er für die deutsche U-16-Nationalmannschaft jeweils gegen Nordirland zwei Länderspiele. Bei seinem Debüt für das U-17-Nationalteam von Deutschland leitete Marvin Weiss den 3:1-Sieg gegen Aserbaidschan am 12. November 2011 mit dem ersten Treffer des Spiels ein. Drei Tage später war er gegen denselben Gegner erneut im Einsatz.